# Nathan Roberts
Nathan Roberts (ur. 17 lutego 1986 w Adelaide, Australia Południowa) – australijski siatkarz grający na pozycji przyjmującego; reprezentant Australii.

## Kariera reprezentacyjna
W 2002 roku został powołany do reprezentacji U-18 na mistrzostwa świata. W 2003 roku grał w mistrzostwach Azji i mistrzostwach świata kadetów, a w 2004 roku w mistrzostwach Azji juniorów.
W reprezentacji seniorów zadebiutował 23 kwietnia 2003 roku w meczu przeciwko reprezentacji Nowej Zelandii. Znalazł się w szerokim składzie na Igrzyska Olimpijskie 2004.
W 2005 roku występował w pierwszym składzie w Mistrzostwach Azji i w eliminacjach do mistrzostw świata. Został powołany na Mistrzostwa Świata 2006.
W 2007 roku zdobył z reprezentacją złoty medal na Mistrzostwach Azji i zajął 8. miejsce w Pucharze Świata.
Brał udział w turnieju kwalifikacyjnym do Igrzysk Olimpijskich 2008.
Występował również dwa razy w Pucharze Azji (w 2008 i 2010 roku).

## Sukcesy klubowe
Mistrzostwo Australii:
- 2003

Mistrzostwo Danii:
- 2006

Mistrzostwo Szwajcarii:
- 2014

MEVZA:
- 2015

Puchar Słowenii:
- 2015

Mistrzostwo Słowenii:
- 2015

## Sukcesy reprezentacyjne
Mistrzostwa Azji:
- 2007

## Nagrody indywidualne
- 2011: Najlepszy atakujący Mistrzostw Azji
- 2015: MVP Pucharu Słowenii